# Takeda-ryū
Als Takeda-ryū (jap. 武田流, dt. „Takeda-Stil/Schule“) wird eine 1000 Jahre alte japanische Kampfkunst bezeichnet, die bis Anfang des 20. Jahrhunderts innerhalb der Familie Takeda tradiert und weitergegeben wurde. Takeda-ryū gehört zur Gruppe der japanischen Kampfkünste, die auf dem Prinzip des Aiki basieren, und umfasst mehrere Disziplinen. Mit dem Tod von Ōba Ichio 1959 starb die Hauptlinie der Schule aus.

## Geschichte und Verbreitung

### Ursprungslegende
Yamatotakeru no mikoto (82–113) gilt als Ahnherr (Taiso) der Takeda-ryū. 
Zu seinen Lebzeiten wurde diese noch nicht so genannt. Im Jahr 97 während der Herrschaft des Kaisers Keikō fand eine Rebellion der Kumaso statt. Yamatotakeru no mikoto, Thronfolger des Kaisers, erhielt daher den Befehl zu einer Strafexpedition. Unterwegs unterzog er sich beim Wasserfall Kamiyo einer Reinigungszeremonie. Dabei stellte er seine Füße in den felsigen Grund des Wasserfalls, öffnete die Arme, füllte sich mit der Kraft des Geistes und sammelte die gesamte Kraft des Körpers in den Spitzen der Finger. Zum Himmel gewandt schlug er mehrere Male nach oben, worauf er die Hände sinken ließ und einige kraftvolle Armstöße ausführte. Nachdem der Prinz diese Handlung vollbracht hatte, fasste er den Entschluss, die Kumaso anzugreifen. Er schlich sich als Frau verkleidet ins feindliche Lager und spürte dort deren schlafenden Anführer auf. Als dieser ihn angreifen wollte, öffnete der Prinz die Arme, füllte sich mit geistiger Kraft und warf den Kumaso-Anführer nieder, nachdem er ihm zuvor das Schwert entrissen hatte. Diese Technik des Armeausbreitens und Niederwerfens war der Anfang des Aiki. Hierauf betrieb der Prinz ein hartes Studium und gab sein Können zum Schutz des Palastes an Takeda no kimi no mikoto weiter. Beide bilden daher die Schutzpatronen dieser Schule.

### Entwicklung
Über mehrere Stufen gelang das Wissen zum General Minamoto Shinrasaburō Yoshimitsu und seither ist die Takeda-Schule mit dem Namen der Minamoto verbunden. Die erste Zusammenfassung aller Techniken, das Aufzeichnen und der systematische Unterricht der Takeda-Samurai begann unter Takeda Yoshikiyo (1075–1149) dem Sohn von Yoshimitsu.
Seither gilt Takeda Yoshikiyo als erster Soke der Takeda-ryū.
Bis zu Takeda Nobutora (mit dem Schulnamen Tokushusai) blieb Takeda-ryū Familienbesitz.
Um 1570 übergab dieser sein Wissen an seinen neunten Sohn Takeda Kōzukunosuke Nobutomo (mit dem Schulnamen Ōsai).
Nobutora wurde ungefähr 10 Jahre später von Takeda Shingen, einem berühmten General Japans, aus der Familie geworfen. Nobutora unterwarf sich in Suruga dem Shogun Imagawa Yoshimoto.
Takeda Kōzukenosuke Nobutomo wiederum übergab sein Wissen an seinen ersten Sohn Takeda Katsuchiyo, welcher nach Kyushu zur Kuroda Familie ging, weil er Angst hatte, von Takeda Shingen ermordet zu werden, und lehrte dort im geheimen Takeda-ryū. Damit war das Überleben der Schule gesichert. 
Einen Nebenast des Takeda-ryū bildet das Daitō-ryū Aiki-jūjutsu, das Anfang des 20. Jahrhunderts von Sokaku Takeda öffentlich gelehrt wurde.
Zu den Schülern des 42. Soke Nakamura Okichi gehörten auch die Ultranationalisten Nakano Seigō (Gründer der faschistoiden Tōhōkai) und Uchida Ryōhei (Gründer des Amur-Bundes). Durch die Förderung des einflussreichen Tōyama Mitsuru, Mitbegründer der ebenfalls ultranationalistischen Gen’yōsha, wurde Ōba Ichio dessen Nachfolger der jüngste 5.-Dan-Träger Japans war. Dieser popularisierte die Schule und wechselte ihren Namen von Aiki no Jutsu (合氣之術) auf Takeda-ryū Aiki (武田流合氣).

### Takeda-ryū Nakamura-ha
Ōba starb 1959 ohne einen Nachfolger zu ernennen und das Dojo wurde geschlossen, so dass die Linie mit seinem Tod endete. Als legitimer Nachfolger galt Shihan Moritomo. Er war der am längsten von Soke Oba ausgebildete Shihan. Moritomo aber lehnte die Nachfolge der Schule ab, da er aufgrund familiärer Schwierigkeiten in seinen Heimatort zurückkehren musste. Zuvor aber einigten sich Moritomo, Kinbei Satō (佐藤 金兵衛, † 1999) und Hisashi Nakamura (中村 久), darauf, dass Nakamura die Führung der Schule übernehmen sollte. Das Densho der Schule sollte in einer Zeremonie an ihn übergeben werden, was Hisashi Nakamura zum legitimen Nachfolger der Schule machen sollte. Als jedoch die Familie Sato für diese Übergabe Geld verlangte lehnte Nakamura dies ab und gründete nach einigen Jahren seinen eigenen Zweig, den er Takeda-ryū Nakamura-ha nannte. Diese wird von der japanischen Organisation Nihon Sōbudō Rengōkai Takeda-ryū Nakamura-ha (日本総武道連合会武田流中村派) repräsentiert.
Nach japanischer Tradition ist nur der Inhaber des Densho legitimer Nachfolger der Schule.
Obwohl Nakamura Hisashi von den höchsten Meistern der Takeda Ryu zum Nachfolger auserwählt wurde, er also nichts anderes gelernt hat, konnte er die Schule nicht unter dem Ursprungsnamen offiziell in das Schulregister eintragen lassen und entschloss sich daher, Nakamura-ha dem Namen beizufügen. Daher ist nur der Name der Schule geändert worden aber nicht deren Inhalt. In japanischen Fachkreisen gilt Soke Nakamura daher als legitimer Nachfolger der Takeda-ryū.

### Oberhäupter der Schule
Die Traditionslinie der alten Takeda Ryu umfasst neben dem Gründer 43 Oberhäupter.
- Gründer Shinrasaburō Yoshimitsu (新羅三郎 義光)

1. Takeda Kaja Yoshikiyo (武田 冠者 義清)
2. Takeda Kurogenta Kiyomitsu (武田 黒源太 清光)
3. Takeda Tarō Nobuyoshi (武田 太郎 信義)
4. Takeda Gorō Nobumitsu (武田 五郎 信光)
5. Takeda Kotarō Nobumasa (武田 小太郎 信政)
6. Takeda Nobutoki (武田 信時)
7. Takeda Nobunaga (武田 信長)
8. Takeda Masatsuna
9. Takeda Nobuie
10. Takeda Tokitsuna (武田 時綱)
11. Takeda Yaroku Nobumune (武田 弥六 信宗)
12. Takeda Nobutake (武田 信武)
13. Takeda Gyōbudayū Nobunari (武田 刑部大輔 信成)
14. Takeda Ujinobu
15. Takeda Shurinosuke Nobuharu (武田 修理亮 信春)
16. Takeda Motonobu
17. Takeda Tarō Nobumitsu (武田 太郎 信満)
18. Takeda Tarō Nobushige (武田 太郎 信重)
19. Takeda Yasaburō Nobumori (武田 弥三郎 信守)
20. Takeda Nobusuke
21. Takeda Mototsune
22. Takeda Nobumasa (武田 信昌)
23. Takeda Gorō Nobutsuna (武田 五郎 信綱)
24. Takeda Nobutora (Budo-Name: Tokushūsai) (武田 信虎 (徳秀歳))
25. Takeda Kōzukenosuke Nobutomo (Ōsai) (武田 上野介 信友 (翁歳))
26. Takeda Katsuchiyo (武田 勝千代)
27. Takeda Takejiō Nobukatsu (武田 武司翁 信勝)
28. Takeda Nobutaka (武田 信隆)
29. Takeda Takayoshi (武田 隆義)
30. Takeda Jirō Kiyokata (武田 二郎 清方)
31. Takeda Gorō Nobuhide (武田 五郎 信秋)
32. Takeda Mitsuharu (武田 光春)
33. Takeda Nobutada Hisamiki/Kyūkan (武田 信忠 久幹)
34. Takeda Teruyo Kogetsuni (武田 照代 光月尼), (= einzige Frau, die Endung ni steht für eine buddhistische Nonne)
35. Takeda Mitsunobu (武田 久世 光伸)
36. Takeda Takasumi (武田 隆澄)
37. Ōhara Masakatsu (大原 正勝)
38. Ōhara Mitsumasa (大原 光政)
39. Takeda Masaaki (武田 正明)
40. Takeda Morinosuke (Budo-Name: Ōatsu) (武田 守之助 (翁渥))
41. Takeda Tadakatsu (Budo-Name: Ōdō) (武田 忠勝 (翁堂))
42. Nakamura Ōkichi (Budo-Name: Aikisai) (中村 翁吉 (合気斎))
43. Ōba Ichio (大庭 一翁)

#### Takeda-ryū Nakamura-ha
1. Nakamura Hisashi (中村 久)
2. Nakamura Shuji

### Takeda-ryū in Europa
1983 begann Monika Werhahn-Mees (Enkelin von Konrad Adenauer) in Japan/Tokio unter Meister Toyoshima, Takeda-ryū zu erlernen. Sie war die erste Europäerin in der Geschichte der Schule, die 1987 zur Repräsentantin der Schule außerhalb Japans ausgezeichnet wurde. 1987 eröffnete sie ihr erstes Dojo in Belgien(Arlon). 1988 zog sie in ihr neu gebautes Dojo in Bridel um. 
In diesem Jahr betrat Nakamura zum ersten Mal in seinem Leben ein Flugzeug und besuchte Monika Werhahn-Mees zur Eröffnung ihres neuen Dojo.
1990 wurde die EST (European Sobukai Takeda-ryū) in Avignon gegründet. Präsident der EST wurde Roland Maroteaux, Vizepräsident wird Siegfried Kobilza. Werhahn-Mees musste sich aufgrund einer Krebserkrankung aus dem aktiven Sport zurückziehen. 1993 wurde die ISTB (International Society for Takeda Budo) von Siegfried Kobilza gegründet. Als 1997 Roland Maroteaux von Nakamura aus der Takeda-ryū ausgeschlossen wurde, gründet dieser Takeda-ryū Maroto Ha („Die Takeda Schule von Maroto“).
2005 gründete Siegfried Kobilza die Takeda-ryū Kobilza Ha („Die Takeda Schule von Kobilza“) und trat aus der Organisation von Nakamura aus. Roland Maroteaux und Siegfried Kobilza hatten seit Ende der 1990er Jahre keinen direkten Kontakt mehr zu Nakamura. Mit der Abspaltung ihrer Organisationen und Gründungen ihrer eigenen Schulen vollzogen beide den formellen Schritt einer Ablöse von Nakamura zugunsten einer Weiterentwicklung der Takeda-ryū.
2006 wurde Walter Schwenk von Soke Nakamura zum Repräsentanten der Takeda-ryū Nakamura Ha für den deutschsprachigen Raum ernannt. 
2009 wurde Belgien Hauptsitz der europäischen Vertretung von Takeda-ryū Nakamura Ha. Im April 2016 wurde Christian Hausegger von Soke Nakamura der Titel des Joden Shihan verliehen, seither ist er auch der offizielle Repräsentant der Takeda-ryū Nakamura Ha in Österreich. Im August 2021 wurde die Lizenz durch den neuen Soke Nakamura Shuji bestätigt und erneuert, Christian Hausegger betreibt damit den einzigen offiziell in Japan anerkannten Dojo von Österreich der Takeda-ryū Nakamura Ha. Im November 2021 gründete Christian Hausegger die Sobudo Academy, die Online-Training von Kampfkünsten anbietet, unter anderem auch Takeda-ryū Nakamura Ha. 

## Struktur der Takeda-ryū

### Disziplinen
Die Schule untergliedert sich in sieben Disziplinen, welche auf verschiedenen Ausbildungsniveaus unterrichtet werden.
Takeda-ryū zählt zu den ältesten noch erhaltenen Kampfkünsten Japans. Kampfkünste werden in Japan mit dem Wort Budo und Kriegstechniken mit Bujutsu übersetzt. Die Disziplinen sind Aiki no Jutsu, Iaijutsu, Jojutsu, Jukempo, Kenjutsu, Shurikenjutsu, Shugijutsu und Bujutsuido.

### Graduierungssystem
Ursprünglich gab es innerhalb der traditionellen Ryu ausschließlich das Menkyo System. (jap. Menkyo = Lizenz)
Das Wissen der Takeda-ryū wurde über Jahrhunderte nur den Schülern des inneren Kreises („uchi-deshi“) weitergeben.
Die einzige Instanz, welche für die Vergabe von Diplomen zuständig war, war der zu dieser Zeit amtierende Sōke (= Oberhaupt der Schule).

#### Kyu und Dan
Kanō Jigorō, der Begründer des Judo, führte das Graduierungssystem des Go-Spiels mit Kyū- und Dan-Graden für Kampfkünste ein. Nakamura verstand, dass das System der Uchi-Deshi ausgedient hatte.
In Zusammenarbeit mit Sofue, heute Kaiden Shihan (= Inhaber des Menkyo Kaiden), erarbeiteten beide ein System, das den gesellschaftlichen Anforderungen der Zeit gleichkam, ohne aber ihre Tradition und Geschichte zu verlieren.
Dieses System ist daher nicht bloß eine Ansammlung von Graden und Lizenzen, sondern in erster Linie als der traditionelle Weg der Lehre so zu verstehen, dass der-/diejenige, welche Lehrer(in), oder Meister(in) werden möchte, die philosophischen, psychologischen und physiologischen Anforderungen zu meistern hat.
Auch in der Takeda-ryū wird zuerst in Kyu und in Dan unterschieden.
In jeder Disziplin beginnt der Schüler mit dem 8. Kyu. Dann geht es von 7. Kyu bis zum 1. Kyu weiter.
Danach folgt der 1. Dan bis dann eben zum 8. Dan in jeder Disziplin.
Diese Art der Graduierung dient in erster Linie zur Orientierung für den Schüler selbst.
So muss bis zum 4. Dan in jeder Disziplin die Dan-Prüfung in zweierlei Form stattfinden. Einerseits muss ein Wettkampf bestritten werden, danach ein sogenannter Kata-Test.
Von drei Wettkämpfen müssen mindestens 2 gewonnen und einer unentschieden beendet werden. Erst dann ist der Schüler zur Kata-Prüfung zugelassen. Daraus folgt wer einmal verliert, beginnt wieder von Neuem.

#### Lizenzen
Lizenzen sind Übergeordnet in den Ryu
- 1 Kyu 5-4-3-2-1 Dan ( Aikijutsu, Jojutsu Batojutsu, Jukempo )  Sempai" → Meisterschüler
- 4-3-2 (Aikijutsu, Iaijutsu, Jojutsu, Jukempo) = Shoden Menkyo → erster Assistenzgrad. Unterstützt den Meister beim Unterricht in seinem Dojo. Erreichbar nach ca. 8 – 10 Jahren Training
- 5-4-3 (Aikijutsu, Iaijutsu, Jojutsu, Jukempo) = Chuden Menkyo → zweiter Assistenzgrad. Unterstützt den Meister im Dojo. Erreichbar nach ca. 10 – 15 Jahre Training.
- Menkyo Joden: Der erste Meistergrad ist demnach das Menkyo Joden. Die Anforderung sind (6-5-4-3) (Aikijutsu, Iaijutsu, Jojutsu, Jukempo). Erst ab diesem Grad ist in Japan erlaubt ein Dojo zu eröffnen und zu führen, als auch Assistenten auszubilden und zu führen. Erreichbar nach 20–25 Jahren Training zur Dojo Leitung und Eröffnung wird noch die NINKANSHO ( Lehr und Nutzungserlaubnis ) benötigt die vom Soke ausgestellt wird
- Menkyo Okuden: Der zweite Meistergrad ist das Menkyo Okuden. „Oku“ heißt, tief eingedrungen. Die Anforderung sind (7-6-5-4-3) (Aikijutsu, Iaijutsu, Jojutsu, Jukempo, Kenjutsu). Erreichbar nach 30–35 Jahren Training. Dieser Grad ist nur nach Führung eines eigenen Dojos möglich. Diese Graduierung wird nur mehr von Soke selbst vergeben. Nach mehr als 60 Jahren Ära Nakamura gibt es in Japan momentan 8 Okuden Shihan.
- Menkyo Kaiden: Der letzte Meistergrad ist das Menkyo Kaiden. „Kai“ heißt, alles übermittelt. Die Anforderungen sind nicht mehr an Dan-Graduierungen gebunden. Erreichbar nach mindestens 35 Jahren Training. Gemäß der Tradition wird dieses Menkyo nur einmal pro Ryu vergeben. Der Inhaber des Menkyo Kaiden gilt als legitimer Nachfolger des Oberhaupts.